# Solfeggio
Solfeggio est une œuvre pour chœur a cappella écrite par Arvo Pärt, compositeur estonien associé au mouvement de musique minimaliste.

## Historique
Composée en 1964, la première exécution publique de l'œuvre a lieu la même année à Tallinn par le Chœur de la Radio d'Estonie sous la direction d'[Eri Klas].

## Structure
En un seul mouvement, d'une durée d'environ 5 minutes. Le texte en est très simple : il s'agit du nom des notes do ré mi fa sol la si (gamme de do)  chanté en boucle dans le style tintinannabulum avec des sonorités de cloches qui est cher au compositeur

## Discographie
Discographie non exhaustive.
- Sur le disque De Profundis, par le Theatre of Voices dirigé par Paul Hillier, chez Harmonia Mundi (1997).
- Sur le disque Beatus, par le Chœur de chambre philharmonique estonien dirigé par Tõnu Kaljuste, chez Virgin Classics (1997).
- Sur le disque Creator Spiritus, par le Theatre of Voices dirigé par Paul Hillier, chez Harmonia Mundi (2012).